# 祁万利
祁万利（1957年—）是一位中华人民共和国政治人物、第十二届全国人民代表大会河北地区代表。

## 生平
1958年出生在河北赤城县。毕业于南开大学研究生院经济学院，加入九三学社，担任张家口市政协副主席。2008年起担任全国人大代表。2013年，被选为全国人大代表。2018年2月24日，当选为第十三届全国人大代表。